# Biliverdina

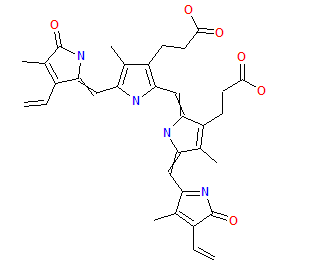
Estructura química de la biliverdina.

Las biliverdinas son pigmentos de color verde. Las biliverdinas proceden del catabolismo de la hemoglobina, que se produce en las células del sistema reticuloendotelial. 
Al desintegrarse la hemoglobina en globina y en el grupo hemo, este último se parte dando como productos el ion hierro y la biliverdina. La biliverdina rápidamente se reduce produciéndose en dicho proceso la bilirrubina, otro pigmento biliar de color amarillo rojizo. 
La biliverdina es el pigmento que otorga el color de la bilis de los animales herbívoros, de las aves y de los animales de sangre fría. Por su parte la bilirrubina es predominante en los animales carnívoros y omnívoros. 
Tanto la biliverdina como la bilirrubina desempeñan un papel importante en la coloración que toman los hematomas.

## En los animales
La biliverdina es un componente importante de la cáscara de los huevos de las aves. Existe una concentración significativamente más elevada en las cáscaras de huevo azules que en cáscaras de huevos marrones. Las investigaciones han permitido determinar que la biliverdina en las cáscaras de los huevos se produce en la glándula de cáscara, en vez de como producto de la desintegración de eritrocitos en el torrente sanguíneo. La presencia de biliverdina en la cáscara de huevo puede ser un indicador de la disponibilidad y salud de la hembra, y por lo tanto es un factor evolucionario importante.
Además de su presencia en la cáscara de los huevos de las aves, en otros estudios se ha podido determinar que la biliverdina también está presente en la sangre azul-verdosa de muchos peces marinos, la sangre del gusano del tabaco, las alas de las mariposas y polillas, el serum y los huevos de las ranas, y la placenta de los perros. Los huesos del pez Belone belone y otras especies relacionadas son de un color verde brillante a causa de la biliverdina. 
La biliverdina también se encuentra en la sangre verde, músculos, huesos, y recubrimiento mucoso de escincos del género Prasinohaema, que se encuentra en Nueva Guinea. No se sabe a ciencia cierta si esta presencia de la biliverdina es algún tipo de adaptación ecológica o fisiológica. Se ha sugerido que la acumulación de biliverdina puede prevenir infecciones de Plasmodium, parásito que produce la malaria, aunque no se cuenta con una correlación estadística significativa que permita avalar esta aseveración. La coloración turquesa de los huesos de la rana de Camboya, Chiromantis samkosensis también estaría relacionada con el contenido de biliverdina.